# 大石田車站
大石田車站（日语：〔〕／ Ōishida eki */?）是一個位於日本山形縣北村山郡大石田町大石田乙，由東日本旅客鐵道（JR東日本）經營的鐵路車站。雖然在官方路線規劃上，大石田只是奧羽本線上的一個沿線車站，但由於以奧羽本線部分路段升級路軌而成、與奧羽本線共用路線的山形新幹線也在本站設有停車站，因此在名義上大石田仍然是山形新幹線與奧羽本線之間的轉車車站之一。在1926年到1970年之間，大石田也曾是尾花澤鐵道（之後的山形交通尾花澤線）與奧羽本線的交會車站，但該鐵路線已於1970年9月10日廢線。

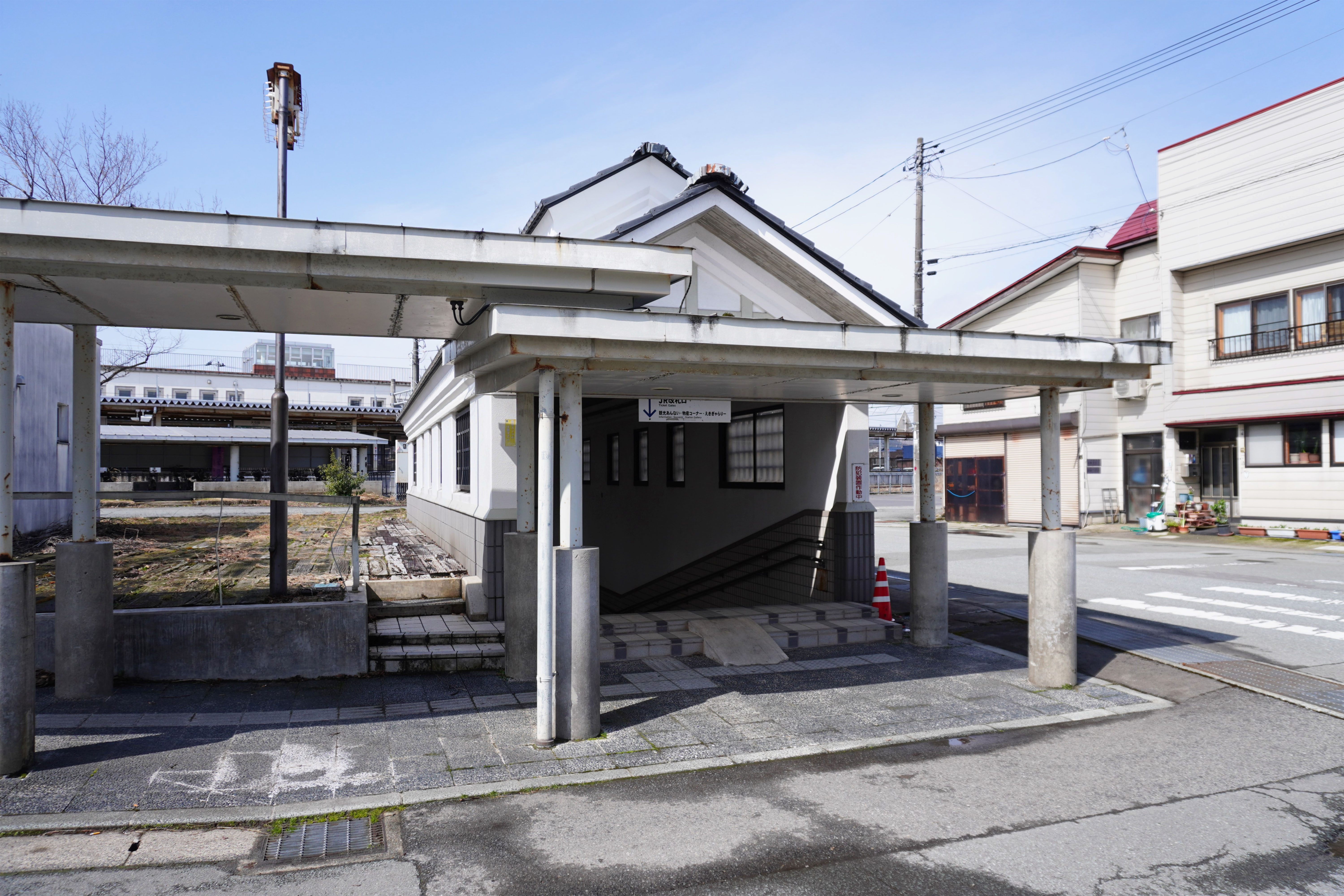
東口（2024年3月）

## 車站構造

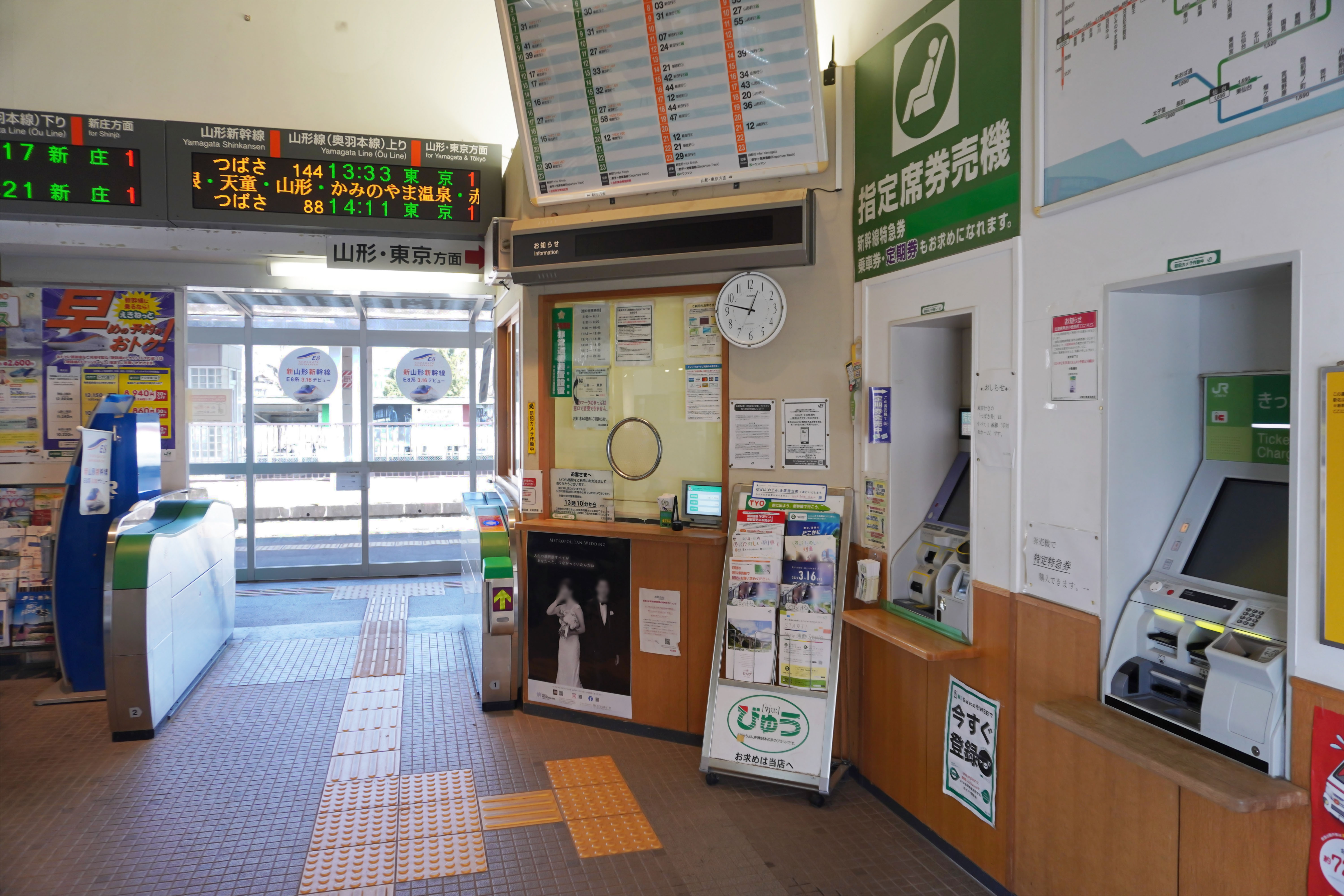
驗票口（2024年3月）

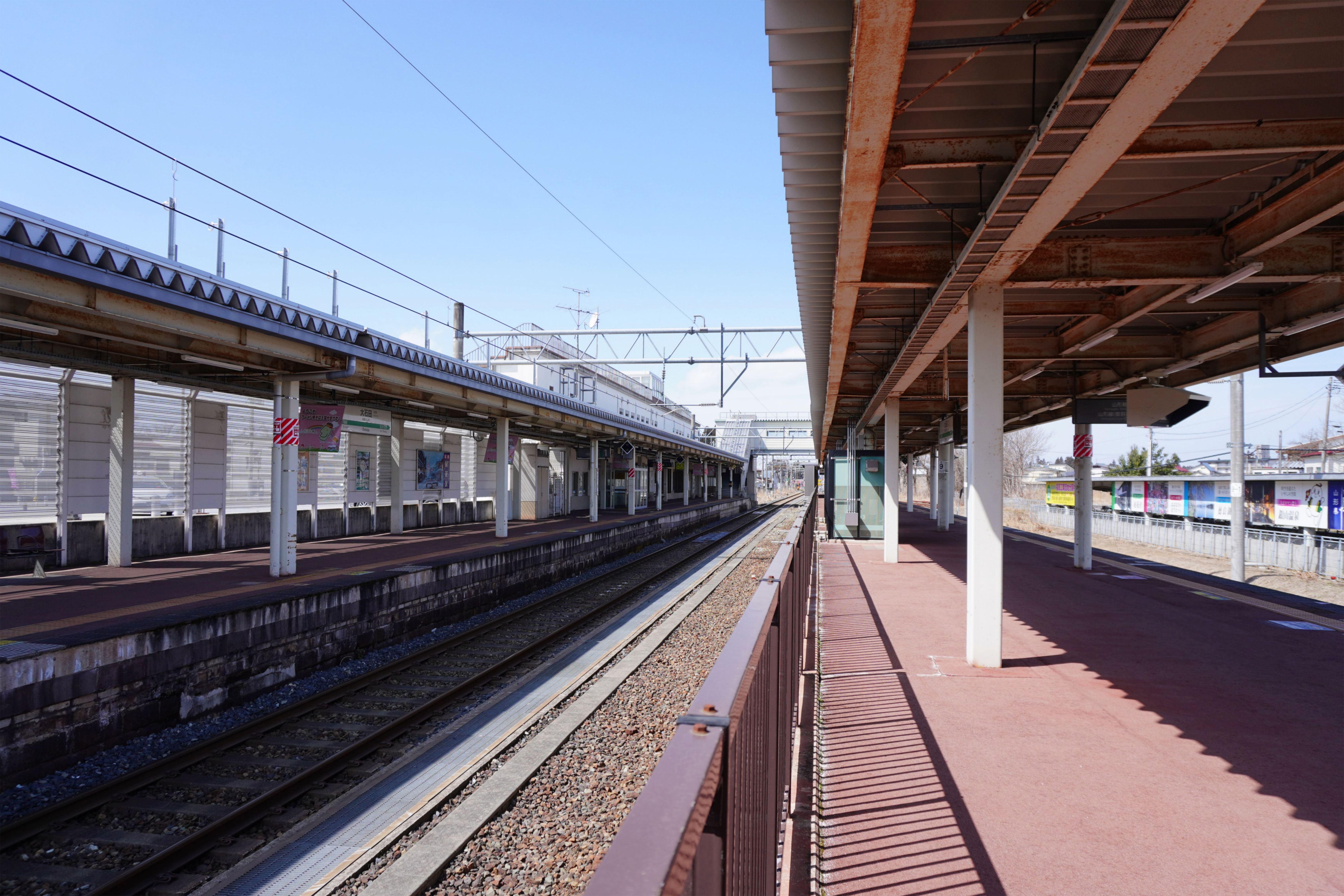
月台（2024年3月）

本站為對向式月台2面2線的地面車站，未設置升降機、扶手電梯。閘口只限西口，東口為供巴士停靠的地下道。

### 月台配置
| 月台 | 路線        | 方向 | 目的地         | 備註           |
| ---- | ----------- | ---- | -------------- | -------------- |
| 1    | ■山形新幹線 | 上行 | 山形、東京方向 |                |
| 1    | ■山形新幹線 | 下行 | 新方向         |                |
| 1    | ■山形線     | 上行 | 山形方向       |                |
| 1    | ■山形線     | 下行 | 新方向         |                |
| 2    | ■山形新幹線 | 下行 | 新方向         | （只限交會時） |
| 2    | ■山形線     | 上行 | 山形方向       | （只限交會時） |
| 2    | ■山形線     | 下行 | 新方向         | （只限交會時） |

## 車站周邊
- 銀山温泉
- 延澤城址
- 芭蕉、清風歷史資料館
- 大石田町町公所
- 大石田郵局
- 山形縣立北村山高等學校 - 徒步約20分
- 大石田町立大石田第一中學校
- 大石田町立大石田小學校
- 國道347號
- 最上川

## 历史
- 1901年10月21日 - 奥羽南線山形～大石田間通車，大石田站開業。
- 1926年8月16日 - 尾花澤鐵路（後來的山形交通尾花澤線）開業。
- 1970年9月10日 - 山形交通尾花澤線廢線。
- 1987年4月1日 - 日本國鐵分割為民營化，成為東日本旅客鐵道之車站。
- 1999年12月4日 - 山形新幹線延伸至新庄，成為山形新幹線的停車站。現在的站舍開始使用。

## 相鄰車站
東日本旅客鐵道
■山形新幹線
村山－大石田－新
■山形線（奧羽本線）
袖崎－大石田－北大石田

## 外部連結
- （日語）大石田車站（JR東日本）（页面存档备份，存于）

38°35′45″N 140°22′31″E / 38.59583°N 140.37528°E